# Partidul Reîntregirii Naționale „ACASĂ”

Partidul Reîntregirii Naționale „ACASĂ” (PRNA) este un partid politic unionist pro-român din Republica Moldova, înregistrat pe 21 martie 2024 și lansat pe 27 martie 2024 în cadrul unei conferințe de presă. Este condus de Valentin Dolganiuc, semnatar al Declarației de Independență a Republicii Moldova și deputat în primul Parlament. PRN „ACASĂ” se identifică ca partid de centru-dreapta, de orientare național-liberală. Partidul pledează pentru integrarea Republicii Moldova în UE „prin refacerea unității naționale românești”, susținând „politici de afirmare și asumare plenară a identității românești a statului Republica Moldova” și „obiectivul afirmării unei guvernări unioniste”, conform Statutului PRN „ACASĂ”. Totodată, formațiunea politică își asumă susținerea valorilor democratice și a statului de drept.
La momentul fondării, din Consiliul Politic al PRN „ACASĂ” făceau parte, între alții, ex-deputații Alexandru Arseni, semnatar al Declarației de Independență a Republicii Moldova, doctor în drept, profesor universitar; și Zoia Jalbă. La conferința de lansare a PRNA au participat, de asemenea, Anatol Arhire, ex-deputat din partea PL, hidrotehnician; Pintilie Pîrvan, ex-deputat, președintele Asociației Obștești „Parlamentul 90”; Igor Grigoriev, administrator al Asociației „AgroVector”; Anatol Țăranu, analist politic, istoric, diplomat, semnatar al Declarației de Independență a Rep. Moldova, în calitate de consilier independent al PRNA; Alecu Reniță, ziarist, semnatar al Declarației de Independență a Republicii Moldova, consilier independent al PRNA.

## Ideologie și viziune
Partidul Reîntregirii Naționale Acasă susține Unirea Republicii Moldova cu România ca soluție pentru aderarea Republicii Moldova la NATO în vederea asigurării securității Republicii Moldova în contextul unei potențiale agresiuni rusești. Unirea cu România este considerată, de asemenea, cea mai rezonabilă soluție pentru aderarea Republicii Moldova la Uniunea Europeană. Reprezentanții PRNA consideră că Rusia este condusă de un regim terorist.
Deși n-a participat la alegerile prezidențiale din 2024, PRNA i-a îndemnat pe alegători să participe voteze împotriva candidatului pro-rus Alexandru Stoianoglo în turul 2 al prezidențialelor. De asemenea, Partidul Reîntregirii Naționale „ACASĂ” a participat la campania referendumul de modificare a Constituției în vederea aderării Republicii Moldova la UE din 2024, susținând votul pentru opțiunea „Da” la referendum.